# Mataruge (Kraljevo)
Mataruge (Servisch cyrillisch Матаруге) is een plaats in de Servische gemeente Kraljevo. De plaats telt 383 inwoners (2002).